# Airone Pallavolo
L'Airone Pallavolo è stata una società pallavolistica femminile italiana, con sede a Tortolì.

## Storia
Il nome dell'Airone Pallavolo salta alla ribalta nazionale nel 1997, quando il presidente della squadra, che all'epoca militava nel campionato di Serie B2, Silvia Melis, è stata soggetta a rapimento: a seguito di tale evento il nuovo presidente diventa Antonello Nieddu.
Nella stagione 2001-02 la squadra viene ammessa in Serie B1, chiudendo il proprio girone al secondo posto e venendo eliminata nei quarti di finale dei play-off promozione. Tuttavia acquista il titolo sportivo dall'Alta Brianza, esordendo in Serie A2 nell'annata 2002-03. Nella stagione successiva l'Airone giunge al quinto posto in classifica al termine della regular season e vince i play-off promozione grazie al successo nella serie finale sul Lodi, conquistando la promozione in Serie A1.
La prima stagione nel massimo campionato si conclude con una tranquilla salvezza, nella seconda invece la squadra non va oltre l'ultimo posto in classifica, retrocedendo in Serie A2: tuttavia per difficoltà economiche, il club cede il titolo sportivo al Reggio Emilia.
La società riparte dalla Serie B1 nella stagione 2006-07, retrocedendo in Serie B2; viene ripescata nuovamente in Serie B1 per la stagione 2007-08: al termine del campionato cede il titolo sportivo al Marsala, ripartendo dai campionati locali.